# Nina Bjedov
Nina Bjedov (in serbo Нинa Бьедов?; Belgrado, 18 maggio 1971) è una dirigente sportiva ed ex cestista serba, di ruolo Ala-Pivot. Attualmente è dirigente del Club Atletico Faenza.

## Carriera
Giunge nel 1999 in Italia, a Pavia, da giocatrice già affermata in seguito ad una lunga militanza nella nazionale iugoslava e nelle migliori squadre iugoslave (Stella Rossa, ZKK Profi e Vršac, con il quale disputa anche l'Eurolega).
Dopo la stagione a Pavia, nella quale disputa anche la Coppa Ronchetti, gioca nel campionato WNBA, con la maglia delle Los Angeles Sparks.
In seguito si trasferisce in Romagna, al Club Atletico Faenza, dove resta per 4 stagioni.
L'ultima stagione agonistica la disputa in Francia, al Bourges, giocando nuovamente in Eurolega.
Al termine della carriera sportiva ritorna a Faenza dove diventa direttrice sportiva del Club Atletico.
Con la Jugoslavia ha disputato i Campionati mondiali del 1990 e tre edizioni dei Campionati europei (1991, 1995, 1999).